# Wacław Lasocki (1626–1703)
Wacław Lasocki herbu Dołęga (ur. 17 lutego 1626 roku w Zakrzewie – zm. w 1703 roku) – podkomorzy zakroczymski w 1677 roku, chorąży wyszogrodzki i rotmistrz powiatu wyszogrodzkiego w 1656 roku, marszałek Trybunału Głównego Koronnego w 1682 roku, starosta siennicki w  1659 roku.
Syn Tomasza. Żonaty z Zofią Karską (zm. 1649), potem z  Jadwigą Krajewską. Z drugiej żony miał dzieci: Ludwika Antoniego, Aleksandra, Zofię Annę, Teresę, Konstancję i Aleksandrę.
Poseł na sejm 1662 roku z ziemi wyszogrodzkiej. Poseł sejmiku wyszogrodzkiego ziemi wyszogrodzkiej na sejm jesienny 1666 roku. Poseł na sejm konwokacyjny 1668 roku z ziemi wyszogrodzkiej. Poseł na sejm nadzwyczajny 1670 roku z ziemi wyszogrodzkiej. Jako poseł na sejm konwokacyjny 1674 roku z ziemi wyszogrodzkiej był członkiem konfederacji generalnej zawiązanej 15 stycznia 1674 roku na tym sejmie. Poseł na sejm koronacyjny 1676 roku. Poseł na sejm 1677 roku. Poseł sejmiku zakroczymskiego na sejm 1681 roku.
Elektor Jana II Kazimierza Wazy, Michała Korybuta Wiśniowieckiego. Był członkiem konfederacji generalnej zawiązanej 5 listopada 1668 roku na sejmie konwokacyjnym. Podpisał pacta conventa Michała Korybuta Wiśniowieckiego w 1669 roku. Jako deputat z ziemi wyszogrodzkiej podpisał pacta conventa Jana III Sobieskiego w 1674 roku. Elektor Augusta II Mocnego. Jako deputat podpisał pacta conventa Augusta II Mocnego w 1697 roku.
Pochowany w Zakroczymiu.